# Terence Fearnley
Pas d'image ? Cliquez ici

a Compétitions nationales et continentales officielles uniquement.

b Matchs officiels uniquement.
Terence Fearnley dit Terry Fearnley, né le 21 juillet 1933 à Sydney (Australie) et mort le 4 mars 2015 à Sydney (Australie), est un joueur et entraîneur australien de rugby à XIII évoluant au poste de pilier dans les années 1950 et 1960. En tant que joueur, il effectue toute sa carrière à Eastern Suburbs de Sydney en étant finaliste du Championnat de Nouvelle-Galles du Sud en 1960. Il embrasse une reconversion en tant qu'entraîneur avec succès. Il débute celle-ci à Parramatta en étant à deux reprises finaliste du Championnat de Nouvelle-Galles du Sud en 1976 et 1977, il est également désigné sélectionneur de l'Australie avec laquelle il remporte la Coupe du monde en 1977. En même temps, il renoue des expériences en club à Western Suburbs, Cronulla-Sutherland et Illawarra. En 1985, il est écarté de son poste de sélectionneur de l'équipe d'Australie à la suite d'une polémique sur la non-sélection de joueurs du Queensland au bénéfice de joueurs de Nouvelle-Galles du Sud. Il meurt d'un cancer en 2015.

## Palmarès

### En tant que joueur
- Collectif :
  - Finaliste du Championnat de Nouvelle-Galles du Sud : 1960 (Eastern Suburbs).

### En tant qu'entraîneur
- Collectif :
  - Vainqueur de la Coupe du monde : 1977 et 1988[1] (Australie).
  - Finaliste du Championnat de Nouvelle-Galles du Sud : 1976 et 1977 (Parramatta).